# Condado de Carvajal
El condado de Carvajal es un título nobiliario español creado por la reina Isabel II el 5 de diciembre de 1866 a favor de Isabel de Carvajal y de Queralt, en atención a los servicios prestados al Estado «por sus nobles y leales antepasados».
En 1965 fue rehabilitado por Francisco Franco a favor de Casilda de Silva y Fernández de Henestrosa.

## Condes de Carvajal
|                                     | Titular                                    | Periodo                |
| Creación por Isabel II              | Creación por Isabel II                     | Creación por Isabel II |
| ----------------------------------- | ------------------------------------------ | ---------------------- |
| I                                   | Isabel de Carvajal y de Queralt            | 1866-                  |
| Rehabilitación por Francisco Franco |                                            |                        |
| II                                  | Casilda de Silva y Fernández de Henestrosa | 1965-1975              |
| III                                 | Casilda Fernández-Villaverde y de Silva    | 1976-hoy               |

## Historia de los condes de Carvajal
- Isabel de Carvajal y de Queralt Vargas Silva y Manrique de Luna, I condesa de Carvajal.[1]

El 22 de julio de 1965 (BOE del 11 de septiembre) el título fue rehabilitado en favor de:
- Casilda de Silva y Fernández de Henestrosa (Madrid, 3 de abril de 1914-6 de enero de 2008), II condesa de Carvajal, V duquesa de San Carlos, IV duquesa de Santo Mauro, XIV marquesa de Santa Cruz, XVI marquesa del Viso, XII marquesa de Villasor, XI marquesa de Arcicóllar, IX condesa de Estradas, XI condesa de Castillejo, III condesa de San Martín de Hoyos, Gran Cruz de la Orden de la Beneficencia y de la Orden del Mérito Naval, Lazo de Dama de la Orden de Isabel la Católica, presidente de la Cruz Roja Española, vocal del Patronato del Museo Naval.[4][5]

Casó el 26 de diciembre de 1942, en la parroquia de San Marcos (Madrid), con José Fernández-Villaverde y Roca de Togores (1902-1988), IV marqués de Pozo Rubio, embajador de España, consejero permanente de Estado, comendador de Calatrava, Gran Cruz de Carlos III y de Isabel la Católica etc., que era hijo de Raimundo Fernández-Villaverde y García-Rivero, presidente del Consejo de Ministros, ministro de Gracia y Justicia, de Gobernación y de Hacienda etc., y su esposa Ángela Roca de Togores y Aguirre-Solarte, I marquesa de Pozo Rubio. El 5 de abril de 1976, previa orden del 10 de febrero del mismo año para que se expida la correspondiente carta de sucesión (BOE del 28 de febrero), le sucedió, por cesión, su hija:
- Casilda Fernández-Villaverde y Silva (n. Madrid, 7 de febrero de 1945), III condesa de Carvajal.[7]

Casó el 12 de enero de 1966, en la parroquia de San Andrés (Madrid), con el economista Antonio de Eraso y Campuzano (n. Lisboa, 22 de abril de 1941), hijo del diplomático Eduardo de Eraso y López de Ceballos, conde de San Javier, y su esposa Dolores de Campuzano y Calderón.